# Characoma polia
Characoma polia är en fjärilsart som beskrevs av George Francis Hampson 1897. Characoma polia ingår i släktet Characoma och familjen trågspinnare. Inga underarter finns listade i Catalogue of Life.